# Boulevard Bastien
Le boulevard Bastien est une artère d'orientation est-ouest traversant les quartiers de Neufchâtel-Est–Lebourgneuf et Loretteville, à Québec, ainsi que la réserve autochtone de Wendake. Le boulevard est un segment de la route 369 et de la route 358 (en partie).

## Situation et accès
Le boulevard a une longueur d'environ 5 km. Il s'agit d'une route bidirectionnelle à quatre voies, excepté dans le territoire de Wendake où elle n'a que deux voies. Son tracé est principalement rectiligne mais on y trouve aussi quelques courbes plus ou moins prononcées.
Il débute à l'est à l'intersection du boulevard Pierre-Bertrand en tant que prolongement du boulevard Louis-XIV. Son parcours croise entre autres l'avenue Chauveau, la rue Élisabeth-II et le boulevard Robert-Bourassa. Il se termine à l'ouest à l'intersection de la rue Racine, tout juste après avoir franchi la rivière Saint-Charles et sa chute Kabir Kouba. Son tracé se poursuit vers l'ouest sous le nom de boulevard des Étudiants.

## Origine du nom

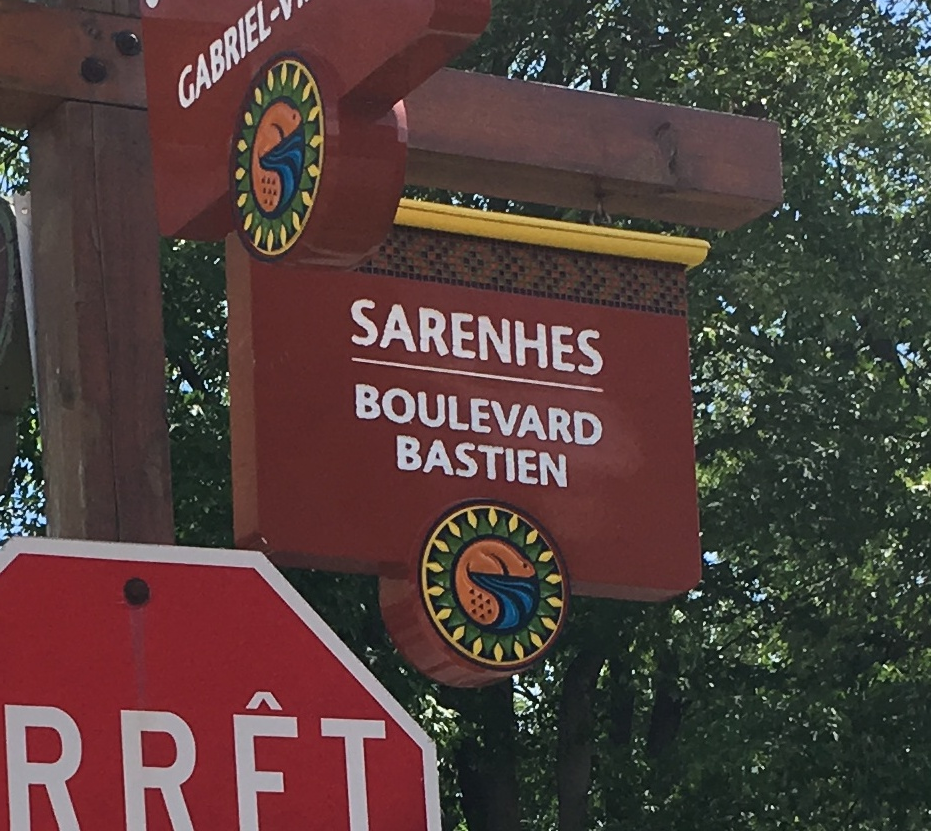
Le nom du boulevard rend hommage à Ludger Bastien, surnommé Sarenhes chez les Wendats.

Son nom rend hommage à Ludger Bastien, personnalité politique locale d'origine wendat. 

## Historique
Le boulevard Bastien est un héritier du chemin reliant Loretteville à Charlesbourg ouvert vers la fin du XVIIe siècle.
Il est attribué par le conseil municipal de Loretteville le 1er mars 1949 en remplacement d'une partie de la rue Racine. Le nom est officialisé par la Commission de toponymie le 25 juin 1987.
Le 6 février 2006, quelques années après la fusion municipale entre Loretteville et Québec, le nom est étendu au boulevard Saint-Joseph qui constituait son prolongement du côté de Québec.

## Bâtiments remarquables et lieux de mémoire
- Maison Auclair-L'Heureux